# S:t Pers församling
S:t Pers församling var en församling i Uppsala stift och i Sigtuna kommun i Stockholms län. Församlingen uppgick 2002 i Sigtuna församling.

## Administrativ historik
Församlingen har medeltida ursprung. Församlingen uppgick den 1 januari 2002 i Sigtuna församling.
Den 1 januari 1950 (enligt beslut den 18 mars 1949) överfördes till S:t Pers församling från Häggeby församling de obebodda fastigheterna Finsta och Finstaholm 1:6-1:9 samt Bodarne 1:2 omfattande en areal av 0,48 km², varav allt land.

### Pastorat
- Medeltiden: Församlingen utgjorde ett eget pastorat.[1]
- Från medeltiden till 1 maj 1920: Annexförsamling i pastoratet Sigtuna, S:t Per och S:t Olof.[1]
- 1 maj 1920 till 1 januari 1962: Annexförsamling i pastoratet Sigtuna, S:t Per, S:t Olof, Haga och Vassunda.[1]
- 1 januari 1962 till 1 januari 2002: Annexförsamling i pastoratet Sigtuna, S:t Per, S:t Olof och Haga.[1]

## Areal
S:t Pers församling omfattade den 1 januari 1952 en areal av 13,12 km², varav 13,09 km² land. Efter nymätningar och arealberäkningar färdiga den 1 januari 1955 omfattade församlingen den 1 januari 1961 en areal av 13,36 km², varav 13,36 km² land.

## Kyrkobyggnader
- S:t Pers kyrkoruin